# Стивънс (окръг, Тексас)
Вижте пояснителната страница за други значения на Стивънс.
Окръг Стивънс (на английски: Stephens County) е окръг в щата Тексас, Съединени американски щати. Площта му е 2385 km², а населението - 9674 души (2000). Административен център е град Брекънридж.